# Zeta Eridani
Zeta Eridani (ζ Eridani, kurz ζ Eri) ist ein etwa 100 Lichtjahre entfernter Stern im Sternbild Eridanus. Zeta Eridani gehört der Spektralklasse A5m an und besitzt eine scheinbare Helligkeit von 4,8 mag. 
Der Stern trägt den historischen Eigennamen Zibal. Die IAU hat am 12. September 2016 diesen Eigennamen als standardisierten Eigennamen für diesen Stern festgelegt.